# Кешинци
Кешинци су насељено место у саставу општине Семељци у Осјечко-барањској жупанији, Република Хрватска.

## Историја
До територијалне реорганизације у Хрватској налазили су се у саставу старе општине Ђаково.

## Становништво
На попису становништва 2011. године, Кешинци су имали 834 становника.

## Попис1991.
На попису становништва 1991. године, насељено место Кешинци је имало 977 становника, следећег националног састава:
| Попис 1991.‍  | Попис 1991.‍  | Попис 1991.‍ | Попис 1991.‍ | Попис 1991.‍ |
| ------------ | ------------ | ----------- | ----------- | ----------- |
|              |              |             |             |             |
| Хрвати       | Хрвати       |             | 951         | 97,33%      |
| Срби         | Срби         |             | 10          | 1,02%       |
| Мађари       | Мађари       |             | 7           | 0,71%       |
| Муслимани    | Муслимани    |             | 1           | 0,10%       |
| Чеси         | Чеси         |             | 1           | 0,10%       |
| неопредељени | неопредељени |             | 4           | 0,40%       |
| непознато    | непознато    |             | 3           | 0,30%       |
| укупно: 977  |              |             |             |             |